# Mont Soleil
Mont Soleil är en bergstopp i Schweiz.   Den ligger i distriktet Jura bernois och kantonen Bern, i den västra delen av landet, 40 km nordväst om huvudstaden Bern. Toppen på Mont Soleil är 1 291 meter över havet, eller 226 meter över den omgivande terrängen. Bredden vid basen är 16,8 km.
Terrängen runt Mont Soleil är huvudsakligen kuperad. Runt Mont Soleil är det ganska glesbefolkat, med 39 invånare per kvadratkilometer.. Närmaste större samhälle är Biel, 19,6 km öster om Mont Soleil. 
I omgivningarna runt Mont Soleil växer i huvudsak blandskog.